# Вера Блу
Силија Пејви, познатија као Вера Блу (Форбс, 23. јануар 1994) је аустралијанска певачица и текстописац. Каријеру је започела 2013. године, а од тада објавила два студијска албума, два ЕП-а и један албум уживо. Њена музика укључује жанрове фолк, електронске и ритам и блуз музике. Поред певања, Силија свира гитару и виолину.

## Каријера
Током сезоне 2013. емисије Глас Аустралије, Силија је свирала била на аудицији и свирала гитару, а добила је признање од жирија и публике. Прва песма коју је отпевала у Гласу Аустралије била је Scarborough Fair / Canticle, америчког фолк рок бенда Сајмон и Гарфанкел и она има више од 12 милиона прегледа на сајту Јутјуб. На такмичењу је освојила треће место.
Први студијски албум Силије под називом This Music објављен је у 12. јула 2013. године за издавачке куће Mercury Records и Universal Music Australia у Аустралији на компакт диск издању и за дигитално преузимање. Албум се нашао на четранестом месту музичке листе у Аустралији.
Дана 29. августа 2014. године, Силија је објавила ЕП Bodies за дигитално преузимање, а продуцирао га је Ерик Џ. Дубовски. Bodies се нашао међу првих двадесет ЕП-ова на аустралијској и Ајтјунс листи. Након тога, Силија је имала турнеју на источном делу Аустралије, да би промовисала ЕП.
Од августа 2015. године, Силија је почела да у музици користи псеудоним Вера Блу. Њен други ЕП Fingertips објављен је 13. маја 2016. године и садржи пет нумера, укључјући два сингла, Hold и Settle.
Године 2016. Силија је гостовала на песми Papercuts" аустралијског репера Илија, а песма се нашла на другом месту листе Аустралијске топ 50 листе синглова. Силијин сингл Hold нашао се на петом месту америчке листе Спотифај топ 50 и на првом месту листе Аустралија вирал 50. У фебруару 2017. Силија је објавила песму Private, а у јуну исте године најавила издавање другог студијског албума, под називом Perennial. Албум је објављен 21. јула 2017. године и био је шести на аустралијској музичкој листи најслушанијих албума. На албуму се налази дванаест песама и две бонус песме, укључујући синглове Private, Mended, Regular touch, First Week и Lady Powers. Perennial је објављен под окриљем издавачке куће Universal Music Australia на компакт диск издању и за дигитално преузимање, а 1. септембра 2017. године и на винилу.
Дана 26. октобра 2018. године, Силија је објавила сингл All The Pretty Girls, након што је он дан раније премијерно пуштен на аустралијској радио страници Triple J. Истог дана је најавила уживо албум Lady Powers Live at the Forum, који је објављен 2. јуна 2018. године, током њене турнеје.
У фебруару 2019. године, Силија је објавила песму Like I Remember You.

## Дискографија

### Студијски албуми
| Назив                         | Детаљи                                                                                      | Позиција |
| Назив                         | Детаљи                                                                                      | АУС      |
| ----------------------------- | ------------------------------------------------------------------------------------------- | -------- |
| This Music (као Силија Пејви) | - Датум објављивања: јул 2013. - Издавачка кућа: Mercury Records, Universal Music Australia | 14       |
| Perennial                     | - Датум објављивања: 21. јул 2017. - Издавачка кућа:                                        | 6        |

### Уживо албуми
| Назив                         | Детаљи |
| ----------------------------- | --- |
| Lady Powers Live at the Forum | - Датум објављивања: 26. октобар 2018. - Издавачка кућа: Island Records Australia, Universal Music Australia |

### ЕП-ови
| Назив                     | Детаљи | Позиција  |
| Назив                     | Детаљи | АУС <ref> |
| ------------------------- | --- | --------- |
| Bodies (као Силија Пејви) | - Датум објављивања: 29. август 2014. - Издавачка ућа: Mercury Records / Universal Music Australia - Формат: дигитално преузимање | —         |
| Fingertips                | - Датум објављивања: 13. мај 2016. - Формат: дигитално преузимање - Издавачка кућа:                                               | 72        |